# الشيخ هلال
الشيخ هلال قرية في منطقة سلمية التابعة لمحافظة حماة في سورية. تقع شرق مدينة حماة. يبلغ عدد سكانها حوالي 1994 نسمة.
تقع قرية الشيخ هلال إلى الشمال الشرقي من مدينة السلمية على بعد مائة كيلومتر. تقع على طريق سلمية - الرقة وفي بوابة البادية لمحافظة حماة. سميت بالشيخ هلال نسبة لزعيم قبيلة عربية كانت تقطن هذه القرية قديما.
تمتاز بمناخ صحراوي حيث لا يتجاوز المعدل المطري فيها 200 مم وتمتاز بطراز معماري قديم والبناء فيها من الحجر والطين وعلى شكل قباب طينية مما جعل منها موقع أثري جميل جدا ورائع ويوجد فيها تل أثري قل نظيره، وكشفت فيها لوحة فسيفساء جميلة جدا.
وفي الآونة الأخيرة تم ترميم القبب من قبل جمعية أصدقاء سلمية وباتت محطة لأنظار السياح العرب والأجانب حيث أن السياح يرتادونها من كافة دول العالم. كان سكان القرية يعملون بالزراعة منذ القديم ومؤخرا وبعد منع الفلاحة نتيجة الجفاف الذي أصاب القرية اتجه الأهالي للبحث عن موارد رزق بديلة عن الزراعة ومنها تربية الحيوانات بكافة أنواعها.
والقرية مخدمة بكافة الخدمات البلدية من مياه وهاتف وصرف صحي وغير ذلك .
ويربط القرية طريق خدمي مع القرى المجاورة وخاصة بلدة السعن والسلمية